# Ramón Fabié
Ramón Fabié y de Jesús (Manila, Filipinas, 1785 - Guanajuato, 28 de noviembre de 1810) fue un ingeniero en minas novohispano que se unió al bando insurgente durante el inicio de la guerra de la independencia de México.

## Biografía
Fue hijo de Brígida de Jesús y Pedro Crisólogo Fabié, quien fuera abogado en la Real Audiencia de Manila. Realizó sus primeros estudios en su ciudad natal, posteriormente viajó con su primo Carlos a la Ciudad de México para continuar sus estudios en el Colegio de Minería, al cual ingresaron en 1802. En dicha institución fue alumno del doctor Andrés Manuel del Río. En octubre de 1806 presentó sus exámenes en Química y Docimasia, y en octubre de 1807  en Geognosia y Orictognosia. En 1810 se encontraba en los minerales de Guanajuato realizando sus prácticas cuando Miguel Hidalgo y Costilla inició la revolución mediante el grito de Dolores.
Ramón Fabié decidió unirse al bando insurgente, con el grado de teniente coronel militó bajo las órdenes del coronel Casimiro Chowell en el regimiento de formado por los trabajadores de la mina de la Valenciana. Junto con Rafael Dávalos preparó la fortificación de la ciudad dirigiendo la fundición de cañones y la apertura de barrenos en el mineral de Marfil. Tras la derrota de batalla de Aculco, Ignacio Allende regresó a la ciudad de Guanajuato para defender la plaza, sin embargo Félix María Calleja logró burlar la resistencia y con sus tropas sorprendió a los insurgentes. Ramón Fabié fue aprehendido en su casa el 25 de noviembre de 1810 y fue ahorcado junto con Chowell el día 28 frente al edificio de la Alhóndiga de Granaditas.